# Resolució 1456 del Consell de Seguretat de les Nacions Unides
La Resolució 1456 del Consell de Seguretat de les Nacions Unides, adoptada per unanimitat el 20 de gener de 2003 en una reunió al nivell de ministres d'Afers Exteriors, el Consell va aprovar una declaració en què es demana a tots els estats que evitin i suprimeixin tot suport al terrorisme. La resolució no va definir el terrorisme, però a diferència d'altres resolucions anteriors, hi esmenta els drets humans per primera vegada.
El Consell de Seguretat va reafirmar que el terrorisme constitueix una de les majors amenaces per a la pau i la seguretat internacionals, i que era injustificable, independentment de la motivació. Hi havia una preocupació creixent que s'utilitzessin armes nuclears, químiques o biològiques explotades amb tecnologia sofisticada. En aquest sentit, s'han de reforçar les mesures per prevenir el finançament del terrorisme i evitar que els terroristes facin ús del narcotràfic, el blanqueig de capitals, el tràfic d'armes i altres delictes. A més, va ressaltar la determinació del Consell de combatre aquests actes mitjançant un enfocament global que involucri a totes les nacions i organitzacions d'acord amb la Carta de les Nacions Unides i el dret internacional.
Tots els estats van haver de complir amb les resolucions 1373 (2001), 1390 (2002) i 1455 (2003), formar part de les convencions internacionals sobre terrorisme, assistir a investigacions terroristes i implementar sancions contra Al-Qaeda, els talibans i els seus associats reflectits en les resolucions 1267 (1999), 1390 i 1455. El Consell també va exigir que tots els estats portin els qui cometin, recolzin, financin o planifiquen accions terroristes davant la justícia i cooperin amb el Comitè contra el terrorisme.
La declaració adoptada també va declarar que les mesures adoptades per combatre el terrorisme havien de complir amb el dret internacional, en particular el dret internacional humanitari, els drets humans i la legislació sobre refugiats. Mentrestant, les organitzacions internacionals avaluarien formes de millorar l'eficàcia de les seves accions contra el terrorisme. El Consell va subratllar els esforços per ampliar l'entesa entre civilitzacions i millorar el diàleg per evitar l'orientació de les religions i les cultures, concloent amb la voluntat d'intensificar la lluita contra el terrorisme.